# Maralagala, Shrirangapattana
Maralagala là một làng thuộc tehsil Shrirangapattana, huyện Mandya, bang Karnataka, Ấn Độ.